# 九苏木站
九苏木站是一个大准线上的铁路车站，位于内蒙古自治区凉城县九苏木，建于1998年，目前为四等站，邮政编码为013758。目前客运：办理旅客乘降；不办理行李、包裹托运；不办理货运营业。